# Rohdea tonkinensis
Rohdea tonkinensis là một loài thực vật có hoa trong họ Măng tây. Loài này được (Baill.) N.Tanaka mô tả khoa học đầu tiên năm 2003.